# Hrabstwo Blaine (Nebraska)

Piramida wieku hrabstwa

Hrabstwo Blaine (ang. Blaine County) – hrabstwo w stanie Nebraska w Stanach Zjednoczonych. W roku 2010 liczba mieszkańców wyniosła 478. Stolicą jest Brewster.

## Geografia
Całkowita powierzchnia wynosi 1850,5 km² w tym woda stanowi 9,4 km².

### Wieś
- Brewster
- Dunning
- Halsey

### Sąsiednie hrabstwa
- hrabstwo Loup – wschód
- hrabstwo Custer – południe
- hrabstwo Logan – południowy zachód
- hrabstwo Thomas – wschód
- hrabstwo Cherry - północny zachód
- hrabstwo Brown - północ